# Newtown, Leinster
Newtown är en ort i republiken Irland.   Den ligger i grevskapet Laois och provinsen Leinster, i den centrala delen av landet, 80 km sydväst om huvudstaden Dublin. Newtown ligger 194 meter över havet och antalet invånare är 246.
Terrängen runt Newtown är platt åt sydväst, men åt nordost är den kuperad. Runt Newtown är det glesbefolkat, med 18 invånare per kvadratkilometer. Närmaste större samhälle är Carlow, 13,7 km öster om Newtown. Trakten runt Newtown består i huvudsak av gräsmarker.